# Kameni ukras
Kameni ukras (pirenejska kobaljica, kobaljica ljubičasta, kobaljica, lat. Petrocallis), monotipski rod trajnica iz porodice kupusnjača ili krstašica. Jedina vrsta je pirenejska kobaljica ili kobaljica ljubičasta, čija je domovina Europa (uključujući i Hrvatsku), a raste po Pirenejima, Alpama i Karpatima.
- P. pyrenaica
- P. pyrenaica
- P. pyrenaica
- P. pyrenaica

## Sinonimi
- Crucifera petrocallis E.H.L.Krause
- Draba pyrenaica L.
- Draba rubra Crantz
- Zizzia pyrenaica (L.) Roth